# Acanthoscurria cordubensis
Acanthoscurria cordubensis is een spinnensoort uit de familie van de vogelspinnen (Theraphosidae). De wetenschappelijke naam van de soort werd voor het eerst geldig gepubliceerd in 1894 door Tord Tamerlan Teodor Thorell.
De soort komt voor in Zuid-Amerika met uitzondering van Colombia, Suriname, Ecuador en Chili